# British European Airways

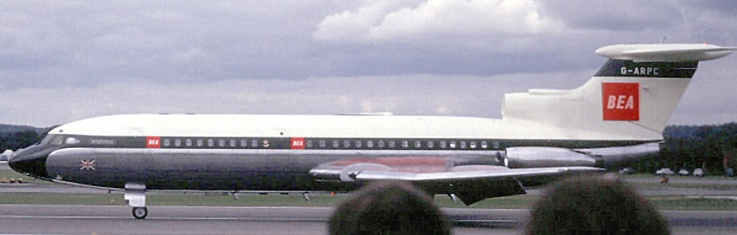
Hawker-Siddeley Trident 1C (G-ARPC)

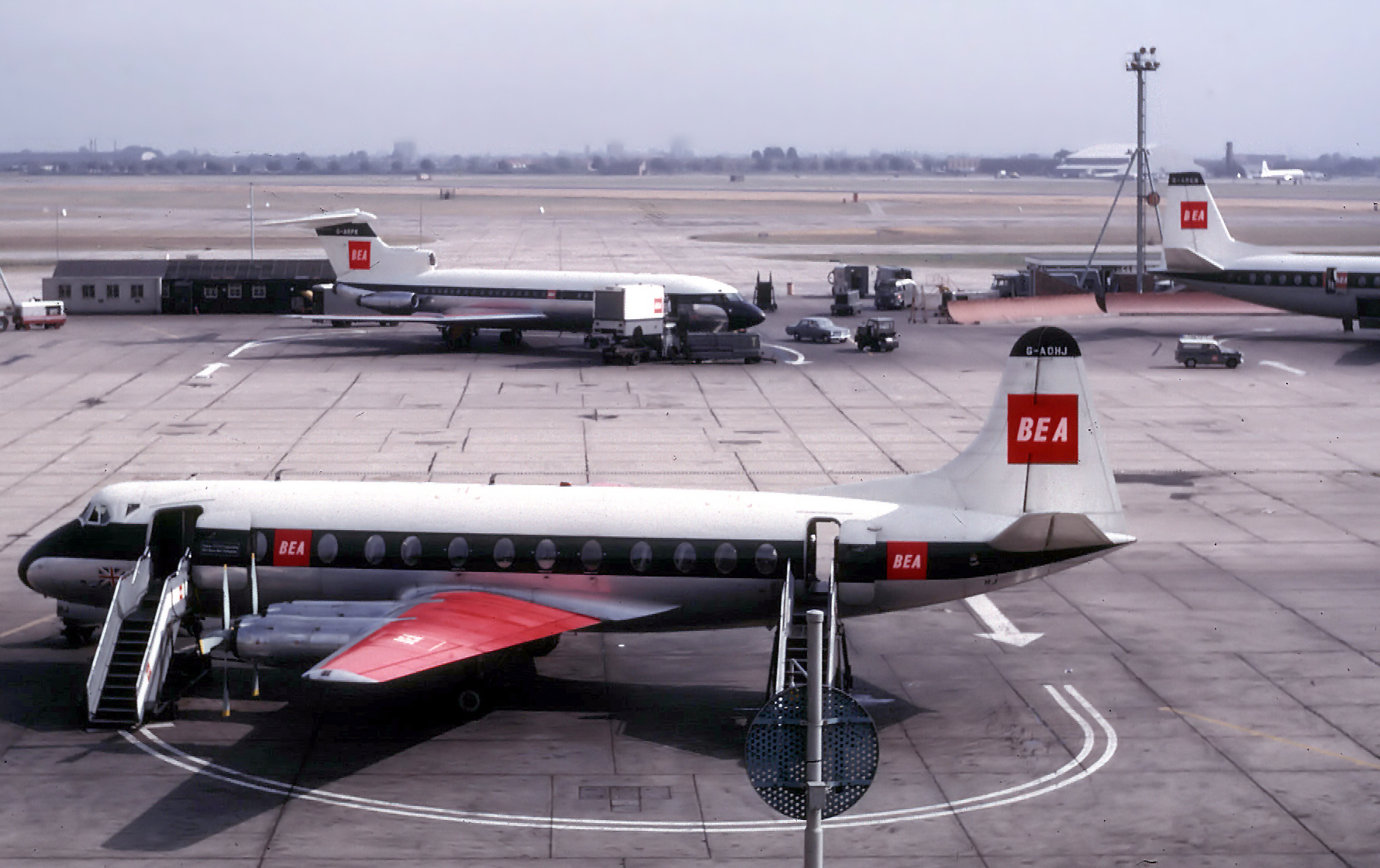
Tre British European Airways plan vid London Heathrow Airport 1964

British European Airways (BEA) eller British European Airways Corporation var ett brittiskt flygbolag som existerade 1946-74. BEA gick ihop med BOAC, och bildade British Airways 1 september 1972. British European Airways sista flygning genomfördes 31 mars 1974.
Flygbolaget hade flygningar inom Europa och till Nordamerika från flygplatser i Storbritannien. BEA var det största brittiska flygbolaget och flög till större brittiska städer, bland annat London, Manchester, Edinburgh, Belfast och Glasgow.

## Flotta
Flygplanstyper BEA använt sig av var bland annat:
- Airspeed Ambassador
- Armstrong Whitworth Argosy
- Avro Lancastrian
- BAC 1-11
- Bristol 170 Freighter
- De Havilland Comet 4
- De Havilland Heron
- Douglas DC-3/C-47
- Handley Page Herald
- Hawker Siddeley HS 748
- Hawker Siddeley Trident 1, 2, 3
- Junkers Ju 52/3m
- Lockheed TriStar
- Short Skyvan
- Vickers Vanguard
- Vickers Viking
- Vickers Viscount